# Vild med dans (sæson 7)
Den syvende sæson af Vild med dans blev sendt den fra 17. september 2010 og til den 19. november 2010, hvor finalen fandt sted. Claus Elming fortsatte i sin rolle som den mandlige vært, mens Andrea Elisabeth Rudolph valgte at stoppe som den kvindelige vært og blev erstattet af Christiane Schaumburg-Müller. Dommerpanelet bestod af de samme fire som i den foregående sæson; Allan Tornsberg, Anne Laxholm, Jens Werner og Britt Bendixen.

## Par
| Kendt                    | Profession                      | Danser                   | Status     |
| ------------------------ | ------------------------------- | ------------------------ | ---------- |
| Kurt Thyboe              | Journalist og sportskommentator | Karina Frimodt           | Ude        |
| Anne Kejser              | Tv-vært                         | Martin Wardinghus Glerup | Ude        |
| Kristian Jensen          | Politiker                       | Katrine Bonde            | Ude        |
| Allan Nielsen            | Tidligere fodboldspiller        | Vickie Jo Ringgaard      | Ude        |
| Dicte Westergaard Madsen | Sangerinde                      | Michael Olesen           | Ude        |
| Michael Rasmussen        | Tidligere cykelrytter           | Mie Moltke               | Ude        |
| Patrik Wozniacki         | Fodboldspiller                  | Claudia Rex              | Ude        |
| Christina Hembo          | Smykkedesigner                  | Thomas Evers Poulsen     | Ude        |
| Laura Drasbæk            | Skuespiller                     | Silas Holst              | Andenplads |
| Cecilie Hother           | Tv-vært                         | Mads Vad                 | Vindere    |

## Resultater
| Cecilie & Mads     | 1  | 11 | 16 | 27 | 21 | 20 | 24 | 22+28=50 | 28+28=56 | 32+35=67 | 36+35=71 | 36+36+39=111 |  |  |  |  |  |  |  |  |  |  |  |  |  |  |
| Laura & Silas      | 2  | 13 | 8  | 21 | 21 | 26 | 19 | 23+32=55 | 28+24=52 | 29+34=63 | 34+36=70 | 36+36+38=110 |  |  |  |  |  |  |  |  |  |  |  |  |  |  |
| Christina & Thomas | 3  | 16 | 18 | 34 | 18 | 24 | 24 | 28+28=56 | 28+27=55 | 32+35=67 | 36+35=71 |              |  |  |  |  |  |  |  |  |  |  |  |  |  |  |
| Patrik & Claudia   | 4  | 16 | 14 | 30 | 21 | 23 | 22 | 27+32=59 | 26+25=51 | 31+34=65 |          |              |  |  |  |  |  |  |  |  |  |  |  |  |  |  |
| Michael & Mie      | 5  | 15 | 9  | 24 | 16 | 18 | 16 | 21+32=53 | 25+23=48 |          |          |              |  |  |  |  |  |  |  |  |  |  |  |  |  |  |
| Dicte & Michael    | 6  | 13 | 11 | 24 | 21 | 19 | 21 | 24+28=52 |          |          |          |              |  |  |  |  |  |  |  |  |  |  |  |  |  |  |
| Allan & Vickie Jo  | 7  | 15 | 15 | 30 | 19 | 24 | 18 |          |          |          |          |              |  |  |  |  |  |  |  |  |  |  |  |  |  |  |
| Kristian & Katrine | 8  | 7  | 11 | 18 | 14 | 17 |    |          |          |          |          |              |  |  |  |  |  |  |  |  |  |  |  |  |  |  |
| Anne & Martin      | 9  | 13 | 14 | 27 | 16 |    |    |          |          |          |          |              |  |  |  |  |  |  |  |  |  |  |  |  |  |  |
| Kurt & Karina      | 10 | 10 | 7  | 17 |    |    |    |          |          |          |          |              |  |  |  |  |  |  |  |  |  |  |  |  |  |  |

     indikerer parret, der fik førstepladsen
     indikerer parret, der fik andenpladsen
     indikerer parret, der var i bunden men gik videre
     indikerer parret, der blev stemt ud
Grønne tal indikerer de højeste point for hver uge
Røde tal indikerer de laveste point for hver uge

### Gennemsnit
| Plads ift. gennemsnit | Plads | Par                | Total | Antal danse | Gennemsnit |
| --------------------- | ----- | ------------------ | ----- | ----------- | ---------- |
| 1                     | 1     | Cecilie & Mads     | 447   | 16          | 27,9       |
| 2                     | 2     | Laura & Silas      | 437   | 16          | 27,3       |
| 3                     | 3     | Christina & Thomas | 349   | 13          | 26,8       |
| 4                     | 4     | Patrik & Claudia   | 271   | 11          | 24,6       |
| 5                     | 6     | Dicte & Michael    | 137   | 7           | 19,6       |
| 6                     | 5     | Michael & Mie      | 175   | 9           | 19,4       |
| 7                     | 7     | Allan & Vickie Jo  | 91    | 5           | 18,2       |
| 8                     | 9     | Anne & Martin      | 43    | 3           | 14,3       |
| 9                     | 8     | Kristian & Katrine | 49    | 4           | 12,2       |
| 10                    | 10    | Kurt & Karina      | 17    | 2           | 8,5        |

## Danse og sange

### Uge 1: Premiere
| Nummer | Rækkefølge                   | Dans        | Musik                                       | Tornsberg | Laxholm | Werner | Bendixen | Point |
| ------ | ---------------------------- | ----------- | ------------------------------------------- | --------- | ------- | ------ | -------- | ----- |
| —      | De ti professionelle dansere | Fællesdans  | Can You Feel It — The Jacksons              | —         | —       | —      | —        | —     |
| 1      | Laura & Silas                | Cha-cha-cha | Lidt i fem — Rasmus Seebach                 | 3         | 4       | 3      | 3        | 13    |
| 2      | Allan & Vickie Jo            | Vals        | Fascination — Nat King Cole                 | 3         | 4       | 4      | 4        | 15    |
| 3      | Christina & Thomas           | Cha-cha-cha | Din røde kjole — Thomas Helmig              | 4         | 5       | 3      | 4        | 16    |
| 4      | Anne & Martin                | Vals        | A Beautiful Mess — Jason Mraz               | 4         | 3       | 3      | 3        | 13    |
| 5      | Kurt & Karina                | Cha-cha-cha | Smooth Criminal — Michael Jackson           | 2         | 2       | 3      | 3        | 10    |
| 6      | Dicte & Michael              | Vals        | Open Arms — Mariah Carey                    | 3         | 4       | 3      | 3        | 13    |
| 7      | Kristian & Katrine           | Cha-cha-cha | Not Myself Tonight — Christina Aguilera     | 2         | 2       | 1      | 2        | 7     |
| 8      | Patrik & Claudia             | Vals        | Sleeping With the Lights On — Teitur Lassen | 4         | 4       | 4      | 4        | 16    |
| 9      | Michael & Mie                | Cha-cha-cha | Push It — Salt 'N' Pepa                     | 3         | 4       | 4      | 4        | 15    |
| 10     | Cecilie & Mads               | Vals        | She's Out of My Life — Tony Evans           | 2         | 3       | 3      | 3        | 11    |

### Uge 2
| Nummer | Rækkefølge         | Dans      | Musik                                     | Tornsberg | Laxholm | Werner | Bendixen | Point | Resultat |
| ------ | ------------------ | --------- | ----------------------------------------- | --------- | ------- | ------ | -------- | ----- | -------- |
| 1      | Cecilie & Mads     | Jive      | Satellite — Lena                          | 4         | 4       | 4      | 4        | 16    | Videre   |
| 2      | Michael & Mie      | Quickstep | Tu Vuò Fà L'Americano — Renato Carosone   | 2         | 2       | 2      | 3        | 9     | Videre   |
| 3      | Dicte & Michael    | Jive      | Keeps Gettin' Better — Christina Aguilera | 3         | 3       | 2      | 3        | 11    | Omdans   |
| 4      | Christina & Thomas | Quickstep | Hey, Soul Sister — Train                  | 5         | 5       | 4      | 4        | 18    | Videre   |
| 5      | Patrik & Claudia   | Jive      | Cobrastyle — Teddybears                   | 4         | 3       | 3      | 4        | 14    | Videre   |
| 6      | Kristian & Katrine | Quickstep | Black Betty — Ram Jam                     | 3         | 3       | 2      | 3        | 11    | Videre   |
| 7      | Anne & Martin      | Jive      | About You Now — Sugababes                 | 3         | 3       | 3      | 5        | 14    | Videre   |
| 8      | Kurt & Karina      | Quickstep | Devil in Disguise — Elvis Presley         | 1         | 1       | 2      | 3        | 7     | Ude      |
| 9      | Allan & Vickie Jo  | Jive      | Sex on Fire — Kings of Leon               | 4         | 4       | 3      | 4        | 15    | Videre   |
| 10     | Laura & Silas      | Quickstep | Not Fair — Lily Allen                     | 2         | 2       | 1      | 3        | 8     | Videre   |

### Uge 3
| Nummer | Rækkefølge         | Dans  | Musik                                 | Tornsberg | Laxholm | Werner | Bendixen | Point | Resultat |
| ------ | ------------------ | ----- | ------------------------------------- | --------- | ------- | ------ | -------- | ----- | -------- |
| 1      | Allan & Vickie Jo  | Tango | Vi to — Medina                        | 5         | 5       | 5      | 4        | 19    | Omdans   |
| 2      | Christina & Thomas | Samba | La Tortura — Shakira & Alejandro Sanz | 4         | 5       | 4      | 5        | 18    | Videre   |
| 3      | Anne & Martin      | Tango | Hurtful — Erik Hassle                 | 3         | 5       | 3      | 5        | 16    | Ude      |
| 4      | Kristian & Katrine | Samba | Se a vida é — Pet Shop Boys           | 3         | 4       | 3      | 4        | 14    | Videre   |
| 5      | Cecilie & Mads     | Tango | Oh, Pretty Woman — Roy Orbison        | 5         | 6       | 5      | 5        | 21    | Videre   |
| 6      | Laura & Silas      | Samba | Somebody Else's Guy — Jocelyn Brown   | 4         | 5       | 6      | 6        | 21    | Videre   |
| 7      | Dicte & Michael    | Tango | You Know My Name — Chris Cornell      | 6         | 5       | 5      | 5        | 21    | Videre   |
| 8      | Michael & Mie      | Samba | Macarena — Los del Rio                | 4         | 4       | 4      | 4        | 16    | Videre   |
| 9      | Patrik & Claudia   | Tango | Midt om natten — Kim Larsen           | 6         | 5       | 5      | 5        | 21    | Videre   |

### Uge 4
| Nummer | Rækkefølge         | Dans             | Musik                                          | Tornsberg | Laxholm | Werner | Bendixen | Point | Resultat |
| ------ | ------------------ | ---------------- | ---------------------------------------------- | --------- | ------- | ------ | -------- | ----- | -------- |
| 1      | Michael & Mie      | Argentinsk tango | Mundo Bizarro — Electro Dub Tango              | 4         | 5       | 5      | 4        | 18    | Videre   |
| 2      | Cecilie & Mads     | Salsa            | A Dios le Pido — Juanes                        | 5         | 6       | 4      | 5        | 20    | Videre   |
| 3      | Kristian & Katrine | Argentinsk tango | La Casita del Lago — Argentina Tango Orchestra | 4         | 4       | 5      | 4        | 17    | Ude      |
| 4      | Dicte & Michael    | Salsa            | Turn Me On — Kevin Lyttle                      | 5         | 5       | 5      | 4        | 19    | Omdans   |
| 5      | Laura & Silas      | Argentinsk tango | El Recodo — Tango Company                      | 7         | 6       | 7      | 6        | 26    | Videre   |
| 6      | Patrik & Claudia   | Salsa            | Maria — Ricky Martin                           | 5         | 6       | 6      | 6        | 23    | Videre   |
| 7      | Christina & Thomas | Argentinsk tango | Romenza — Argentina Tango Orchestra            | 6         | 7       | 6      | 5        | 24    | Videre   |
| 8      | Allan & Vickie Jo  | Salsa            | Do You Only Wanna Dance — Mya                  | 7         | 6       | 6      | 5        | 24    | Videre   |

### Uge 5
| Nummer | Rækkefølge         | Dans    | Musik                                      | Tornsberg | Laxholm | Werner | Bendixen | Point | Resultat |
| ------ | ------------------ | ------- | ------------------------------------------ | --------- | ------- | ------ | -------- | ----- | -------- |
| 1      | Patrik & Claudia   | Slowfox | Better Together — Jack Johnson             | 6         | 5       | 5      | 6        | 22    | Videre   |
| 2      | Christina & Thomas | Rumba   | Every Little Part of Me — Julie Berthelsen | 6         | 6       | 6      | 6        | 24    | Videre   |
| 3      | Allan & Vickie Jo  | Slowfox | Nothin' on You — B.o.B                     | 5         | 5       | 4      | 4        | 18    | Ude      |
| 4      | Laura & Steen      | Rumba   | Indtil dig igen — Lis Sørensen             | 4         | 4       | 6      | 5        | 19    | Videre   |
| 5      | Dicte & Michael    | Slowfox | Fact Fiction — Mads Langer                 | 6         | 5       | 5      | 5        | 21    | Omdans   |
| 6      | Michael & Mie      | Rumba   | Time After Time — Cyndi Lauper             | 4         | 4       | 3      | 5        | 16    | Videre   |
| 7      | Cecilie & Mads     | Slowfox | Come Fly with Me — Frank Sinatra           | 6         | 6       | 6      | 6        | 24    | Videre   |

- I den femte uge dansede Laura Drasbæk med Steen Lund, da hendes professionelle partner, Silas Holst, var forhindret i at deltage pga. hans medvirken i musicalen Mamma Mia! og premieren på denne.

### Uge 6
| Rækkefølge                                        | Point        | Dans        | Musik                                    | Resultat                       |
| ------------------------------------------------- | ------------ | ----------- | ---------------------------------------- | ------------------------------ |
| Laura & Silas                                     | 23 (6,5,6,6) | Tango       | "Use Somebody" — Kings of Leon           | Omdans                         |
| Michael & Mie                                     | 21           | Vals        | "Cavatina" — Stanley Myers               | Videre                         |
| Cecilie & Mads                                    | 22 (6,6,5,5) | Samba       | "Alejandro" — Lady Gaga                  | Videre                         |
| Christina & Thomas                                | 28 (8,7,6,7) | Slowfox     | "This Is My Life" — Gasolin'             | Videre                         |
| Dicte & Michael                                   | 24 (6,6,6,6) | Rumba       | "Empire State of Mind” — Alicia Keys     | Ude                            |
| Patrik & Claudia                                  | 27 (7,6,6,8) | Cha-cha-cha | "Shake Your Groove Thing" — Peaches Herb | Videre                         |
| Cecilie & Mads Christina & Thomas Dicte & Michael | 28 (7,7,7,7) | Showdans    | "Heartbeat" — Enrique Iglesias           | "Heartbeat" — Enrique Iglesias |
| Laura & Silas Michael & Mie Patrik & Claudia      | 32 (8,8,8,8) | Showdans    | "I Like It" — Enrique Iglesias           | "I Like It" — Enrique Iglesias |

- I den sjette uge dansede parrene en individuel dans og delte sig derefter i to hold med tre par i hver, der dansede showdans til musik fra gæstesolist Enrique Iglesias.

### Uge 7
| Rækkefølge                                                                     | Point                                                            | Dans       | Musik                                            | Resultat               |
| ------------------------------------------------------------------------------ | ---------------------------------------------------------------- | ---------- | ------------------------------------------------ | ---------------------- |
| Christina & Thomas                                                             | 28 (7,7,7,7)                                                     | Salsa      | "Waka Waka" — Shakira                            | Videre                 |
| Patrik & Claudia                                                               | 26 (7,6,6,7)                                                     | Rumba      | "Beautiful" — Christina Aguilera                 | Omdans                 |
| Michael & Mie                                                                  | 25 (6,6,7,6)                                                     | Jive       | "You Never Can Tell" — Chuck Berry               | Ude                    |
| Cecilie & Mads                                                                 | 28 (7,7,7,7)                                                     | Rumba      | "Hopelessly Devoted to You" — Olivia Newton-John | Videre                 |
| Laura & Silas                                                                  | 28 (7,6,8,7)                                                     | Salsa      | "Cuando Cuando" — Gilberto Santa Rosa            | Videre                 |
| Cecilie & Mads Christina & Thomas Patrik & Claudia Laura & Silas Michael & Mie | 28 (7,7,7,7) 27 (7,7,6,7) 25 (7,6,6,6) 24 (6,6,6,6) 23 (6,6,5,6) | Wienervals | "At Last" — Etta James                           | "At Last" — Etta James |

- I den syvende uge dansede parrene en individuel dans og en fælles wienervals.

### Uge 8: Kvartfinale
| Nummer | Rækkefølge                        | Dans             | Musik                               | Tornsberg | Laxholm | Werner | Bendixen | Point | Resultat |
| ------ | --------------------------------- | ---------------- | ----------------------------------- | --------- | ------- | ------ | -------- | ----- | -------- |
| 1      | Laura & Silas                     | Vals             | If You Go Away — Dusty Springfield  | 7         | 7       | 7      | 8        | 29    | Omdans   |
| 2      | Cecilie & Mads                    | Quickstep        | Cecilia — Simon & Garfunkel         | 8         | 8       | 8      | 8        | 32    | Videre   |
| 3      | Patrik & Claudia                  | Argentinsk tango | La Yumba — Osvaldo Pugliese         | 7         | 7       | 8      | 9        | 31    | Ude      |
| 4      | Christina & Thomas                | Vals             | Love Ain't Here Anymore — Take That | 8         | 9       | 7      | 8        | 32    | Videre   |
| —      | Laura & Silas Patrik & Claudia    | Pasodoble        | Bring Me to Life — Evanescence      | 8         | 8       | 9      | 9        | 34    | —        |
| —      | Cecilie & Mads Christina & Thomas | Pasodoble        | Smells Like Teen Spirit — Nirvana   | 9         | 9       | 9      | 8        | 35    | —        |

- I den ottende uge skulle parrene danse en individuel dans og delte sig derefter i to hold med to par i hver, der dansede en pasodoble som hold.

### Uge 9: Semifinale
| Nummer | Rækkefølge                                        | Dans             | Musik                                          | Tornsberg | Laxholm | Werner | Bendixen | Point | Resultat |
| ------ | ------------------------------------------------- | ---------------- | ---------------------------------------------- | --------- | ------- | ------ | -------- | ----- | -------- |
| 1      | Christina & Thomas                                | Tango            | Barndommens gade — Anne Linnet                 | 9         | 9       | 9      | 9        | 36    | Ude      |
| 1      | Christina & Thomas                                | Jive             | Jump Jive an' Wail — Brian Setzer Orchestra    | 9         | 9       | 9      | 8        | 35    | Ude      |
| 2      | Cecilie & Mads                                    | Argentinsk tango | Nuevo Argentinos — Gotan Project               | 9         | 9       | 9      | 9        | 36    | Videre   |
| 2      | Cecilie & Mads                                    | Cha-cha-cha      | Murder on the Dancefloor — Sophie Ellis-Bextor | 9         | 9       | 9      | 8        | 35    | Videre   |
| 3      | Laura & Silas                                     | Slowfox          | I Can't Make You Love Me — George Michael      | 9         | 8       | 8      | 9        | 34    | Videre   |
| 3      | Laura & Silas                                     | Jive             | Smilende Susie — Birgit Lystager               | 9         | 9       | 9      | 9        | 36    | Videre   |
| —      | Christiane Schaumburg-Müller (Med Michael Olesen) | Showdans         | Desnudate — Christina Aguilera                 | —         | —       | —      | —        | —     | —        |

- I den niende uge dansede parrene hver især deres manglende latin- og standarddans.

### Uge 10: Finale
| Nummer | Rækkefølge           | Dans        | Musik                                     | Tornsberg | Laxholm | Werner | Bendixen | Point | Resultat   |
| ------ | -------------------- | ----------- | ----------------------------------------- | --------- | ------- | ------ | -------- | ----- | ---------- |
| 1      | Cecilie & Mads       | Vals        | She's Out of My Life — Tony Evans         | 9         | 9       | 9      | 9        | 36    | Vindere    |
| 2      | Laura & Silas        | Quickstep   | Not Fair — Lily Allen                     | 9         | 9       | 9      | 9        | 36    | Andenplads |
| 1      | Cecilie & Mads       | Cha-cha-cha | Jeg tager imod — Thomas Helmig            | 9         | 9       | 9      | 9        | 36    | —          |
| 2      | Laura & Silas        | Cha-cha-cha | Jeg tager imod — Thomas Helmig            | 9         | 9       | 9      | 9        | 36    | —          |
| 2      | Laura & Silas        | Freestyle   | Hallelujah — Leonard Cohen \ Shout — Lulu | 9         | 9       | 10     | 10       | 38    | Andenplads |
| 1      | Cecilie & Mads       | Freestyle   | It's Raining Men — The Weather Girls      | 10        | 10      | 10     | 9        | 39    | Vindere    |
| —      | De otte udstemte par | Fællesdans  | Young Hearts Run Free — Kym Mazelle       | —         | —       | —      | —        | —     | —          |

- I den tiende uge dansede parrene den standarddans, som de havde klaret sig dårligst i, en Cha-cha-cha med og mod hinanden og en freestyle frit sat sammen af parrene selv.